# 514

## Събития
- Начало на бунта на Виталиан в Източната Римска империя

## Починали
- 19 юли – Симмах, римски папа